# Mount Katmai
Der Mount Katmai – auch Katmai – ist ein Schichtvulkan auf der Alaska-Halbinsel im Südwesten Alaskas im Katmai-Nationalpark gelegen.
Er liegt in der Alëutenkette und ist somit ein Teil des Feuerrings um den Pazifik.
Der Kraterrand erreicht eine Höhe von 2047 m. Der Vulkan hat einen Durchmesser von zehn Kilometer.
In seinem Zentrum befindet sich eine 3–4,5 Kilometer breite Caldera, in der sich ein 250 Meter tiefer Kratersee auf einer Höhe von 1286 m gebildet hat.
Der Katmai ist vergletschert.
Historische Ausbrüche des Katmai sind nicht bekannt. In zehn Kilometer Entfernung kam es jedoch im Juni 1912 zu einem heftigen Vulkanausbruch des Novarupta. Infolge dieses Ausbruches brach die unter dem Gipfel des Katmai gelegene Magmakammer ein, der Katmai erreichte vor diesem Ereignis eine Höhe von rund 2290 Meter. Es entstand die heute noch mit Wasser gefüllte Katmai-Caldera.